# Digitalna subtrakciona angiografija
Digitalna subtrakciona angiografija (akronim DSA) je minimalno invazivna radiološka dijagnostička kontrastna metoda prikaza vaskularnih struktura tehnikom subtrakcije (brisanje ostalih struktura) uz kombinovanu primenu kompjuterske i video tehnike. 
Kod ove metode signal sa televizijske kamere nakon prolaska kroz pojačivač slike memoriše se u memorijsku jedinicu računara u kome se slika skladišti u digitalnoj formi (maska), i kasnije obrađuje.
Digitalna subtrakcijska angiografija se koristi za veoma precizno snimanje krvnih sudova u tkivima, pa se često koristi za otkrivanje problema s protokom krvi u krvnim sudovima u mozgu. 
Digitalna subtrakcijska angiografija danas se smatra se „zlatnim standardom“ slikovnih metoda za otkrivanje problema s protokom krvi,  sa rizikom koji je sličan kao i kod drugih invazivnih metoda snimanja.

## Indikacije
Pregled digitalnom subtrakcionom angiografijom koja se isključivo radi sa bolničkim pacijentima namenjena je za: 
- evaluaciju kongenitalnih anomalija,
- određivanje položaja, broja, oblika i veličine krvnih vodova,
- dijagnozu upalnih, degenerativnih, traumatskih i neoplastičnih promena,
- dijagnozu stenoze i okluzije krvnih sudova različite lokalizacije
- preoperativnu ili u konačnu dijagnostiku
- praćenje krvavljenje unutar organizma
- dijagnostku aneurizme i arterio-venskih malformacija.[3]

## Metoda rada
Za DSA pacijent se postavlja u supinacijski položaj, kako bi se područje tela koje se ispituje prikazalo dijaskopski (centriranje). 
Kako se metoda zasniva na upotrebi kontrastnih sredstava, ona se pre snimanja ubruzgavaju u odgovarajući krvni sud pomoću posebnih igala i katetera. Najčešče se pacijentu u kubitalnu venu ubrizgava 40 ml kontrastnog sredstva, brzinom od 12-15 ml/sek i potom odmah vrši snimanje.
Dobijena slika se odlaže u sekundarnu kompjutersku memoriju, a maska aparata se elektronski subtrahuje iz sklopa nakon aplikacije kontrastnog sredstva.

## Prednosti
- Digitalna subtrakciona angiografija omogućava snimanje krvnih sudova posle ubrizgavanja znatno manje količine kontrasta nego pri klasičlnoj angiografiji, zahvaljujući kompjuterskom programu.[4]
- Pomoću kompjuterskog programa ona „izvlači” slike krvnih sudova, dok se ostale strukture, npr. kosti brišu.

## Procedure

### Digitalna subtrakciona angiografija i fluoroskopija
U tradicionalnoj angiografiji, slike se dobijaju izlaganjem oblasti od interesa sa vremenski kontrolisanim rendgenskim zracima uz ubrizgavanje kontrastnog sredstva u krvne sudove. Dobijena slika obuhvata krvne sudove, zajedno sa svim strukturama koje leže i ispod njih. Slike su korisne za određivanje anatomskog položaja i varijacija, ali beskorisne za precizno vizuelizaciju krvnih sudova.
Da bi se uklonile ometajuće strukture kako bi se krvni sudovi bolje videli, prvo se pravi slika maske. Slika maske je jednostavno slika iste oblasti pre nego što se primeni kontrast. Radiološka oprema koja se koristi za ovo snimanje je obično pojačivač rendgenske slike, koji zatim nastavlja da proizvodi slike iste oblasti po podešenoj brzini (1 do 7,5 kadrova u sekundi). Za svaku sledeću sliku se oduzima originalna slika „maske“ (matematički, ulazna slika je podeljena sa slikom maske) Radiolog kontroliše koliko kontrastnog sredstva se ubrizgava i koliko dugo. Manje strukture zahtevaju manje kontrasta da popune krvni sud od drugih. Proizvedene slike se pojavljuju sa veoma bledosivom pozadinom, što stvara visok kontrast u odnosu na krvne sudove, koji i su tamno sivi.

### Intravenska digitalna subtrakciona angiografija
Intravenska digitalna subtrakciona angiografija (IV-DSA) je oblik angiografije koji je prvi put razvijen kasnih 1970-ih.
IV-DSA je kompjuterska tehnika koja upoređuje rendgenski snimak regiona tela pre i nakon što je radionepropusna boja na bazi joda ubrizgana intravenozno u telo. Tkiva i krvni sudovi na prvoj slici se digitalno oduzimaju od druge slike, ostavljajući jasnu sliku arterije koja se zatim može proučavati nezavisno i izolovano od ostatka tela.
Neke ograničene studije su pokazale da IV-DSA nije pogodan za pacijente sa šećernom bolesti ili insuficijencijom bubrega jer je opterećenje boje znatno veće od onog koji se koristi u arteriografiji.
IV-DSA je uspešno korišćen za proučavanje kevnih sudova mozga i srca i pomogao je u otkrivanju opstrukcije karotidne arterije i mapiranju obrazaca cerebralnog krvotoka. Takođe pomaže u otkrivanju i dijagnostici lezija na karotidnim arterijama, potencijalnog uzroka moždanog udara.
IV-DSA je takođe koristna u proceni pacijenata pre operacije i posle operacije koronarne arterijske premosnice i nekih operacija transplantacije.

## Komplikacije
Iako digitalna subtrakcijska angiografija predstavlja zlatni standard za slikovne metode koje pokazuju prokrvljenost krvnih sudova i regija, ipak se radi o invazivnoj proceduri. Tokom procesa snimanja mogu se pojaviti lokalne i sistemske komplikacije.

### Lokalne komplikacije
Lokalno, postupak može uzrokovati oštećenje tkiva na mestu uboda ili opasnost od stvaranja tromba.

### Sistemske komplikacije
Mogu se pojaviti pojedini vaskularni problemi kao što su pseudoaneurizma i arteriovenske fistule.
Tokom postupka postoji opasnost od začepljenja vene, pucanja vena zbog intravaskularnog izbacivanja ugruška naviše. 
Kao posledica upotrebe kontrastnog sredstva može doći do intoksikacije bubrega.
Kao i kod svake hirurške intervencije i tokom DSA, kod pacijenta se može javiti pad krvnog pritiska, mučnina, vrtoglavica i bol tokom sprovođenja postupka.

## Spoljašnje veze
|  | Molimo Vas, obratite pažnju na važno upozorenje u vezi sa temama iz oblasti medicine (zdravlja). |